# Козирєв Федір Єфремович
Фе́дір Єфре́мович Ко́зирєв (21 лютого 1908 — 28 серпня 1957, Одеса) — український радянський діяч, 2-й секретар Одеського обласного комітету КПУ. Депутат Одеської обласної ради депутатів трудящих.

## Біографія
Народився в родині селянина-бідняка. З 1924 до 1930 року був членом комсомолу (ЛКСМУ).
У 1927 році закінчив сільськогосподарську професійну школу. Працював агрономом радгоспу, головою районного комітету незаможних селян.
У 1934 році закінчив Харківський сільськогосподарський інститут.
У 1934—1943 роках — агроном, директор машинно-тракторної станції (МТС) в Харківській області.
Член ВКП(б) з 1939 року.
У 1943—1945 роках — голова виконавчого комітету Дворіченської районної ради депутатів трудящих Харківської області.
У 1945—1946 роках — 1-й секретар Шевченківського районного комітету КП(б)У Харківської області.
З липня (затв. у жовтні) 1946 по серпень 1949 року — начальник Харківського обласного земельного відділу (управління сільського господарства).
У серпні 1949 — вересні 1952 року — секретар Ізмаїльського обласного комітету КП(б)У.
У 1952—1954 роках — 1-й заступник голови виконавчого комітету Ізмаїльської обласної ради депутатів трудящих.
11 березня 1954 — травень 1955 року — секретар Одеського обласного комітету КПУ з питань сільського господарства.
У травні 1955 — 28 серпня 1957 року — 2-й секретар Одеського обласного комітету КПУ.
Похований 29 серпня 1957 року на 2-му Християнському кладовищі міста Одеси.

## Нагороди
- орден Трудового Червоного Прапора (23.01.1948)
- медаль «За трудову доблесть» (28.08.1944)
- медалі